# 普嶺張氏祠
普嶺張氏祠位於四川省南充市營山縣，文物遺址年代判定為清。2012年7月16日公佈為第八批四川省文物保護單位。
普嶺張氏祠位於四川省南充市營山縣普嶺鄉花橋村二社蜂桶岩壩下，建於清康熙六年（1667）坐東北朝西南，由山門、戲樓、正房和左右廂房組成的木結構四合院建築，建築面積522.25平方公尺。山門七間，通寬26.9公尺，進深4公尺，通高7.6公尺。正房4間，通寬24公尺，進深9.85公尺，通高8公尺，簷高4.4公尺。右廂房為一樓一底建築，每層通寬14.95公尺，進深4公尺。右廂房5間，通寬25.75公尺，進深4.6公尺。青石板院壩，素面台基，穿斗式梁架，懸山式屋頂，小青瓦屋面。建築下為板牆，上為篾編牆。2010年，普嶺張氏祠被營山縣人民政府公佈為縣級文物保護單位；2010年，普嶺張氏祠被南充市人民政府公佈為市級文物保護單位。